# نهر خواف (جفال)

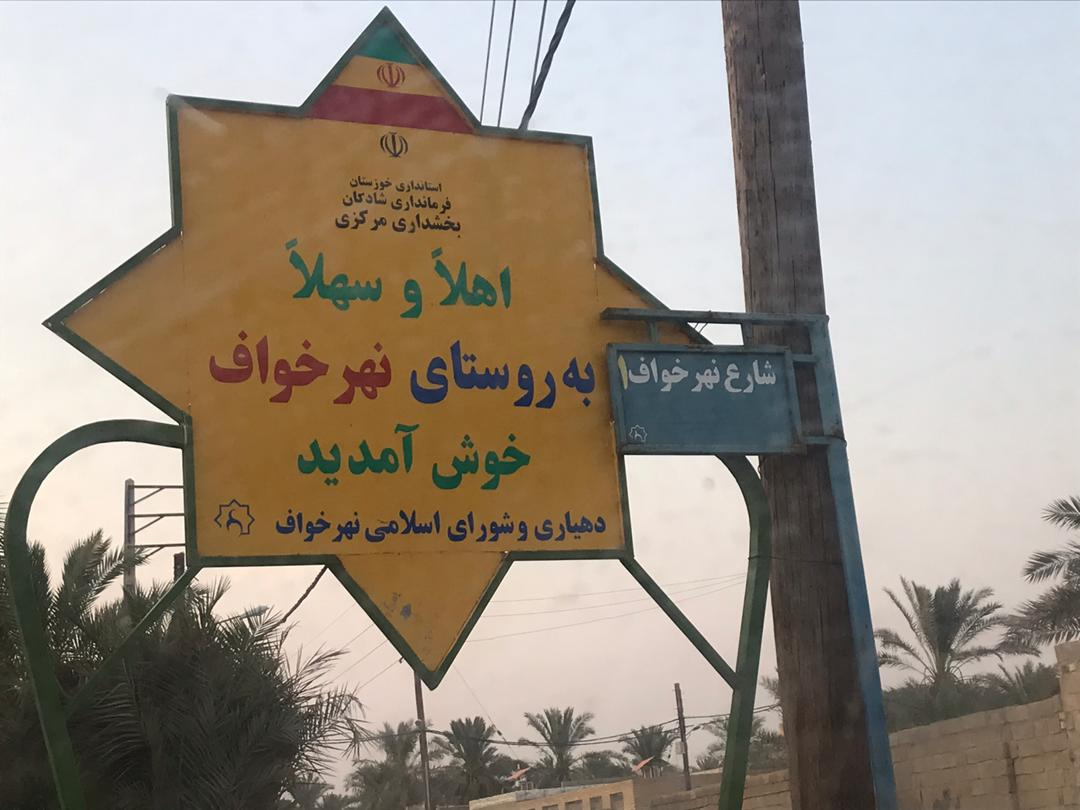
قرية نهر خواف

نهر خواف (بالفارسية: نهرخواف) قرية صغيرة تابعة لقسم يفال الريفي في مقاطعة الفلاحية التابعة لإقليم الأهواز في إيران.

## الموقع
تقع القرية في منطقة التوبتشية (30°42'16.5"N 48°38'30.3"E) على ضفتي نهر خواف المتفرع من نهر الحسيني والمنتهي في هور الدورق.

## السكان
يسكن على ضفتي النهر بعض من أبناء قبيلة منيعات (المانع) العربية ويقدر عددهم بـ 320 نسمة بحسب إحصاء 2016.
يسكن الضفة الجنوبية من النهر فرع بيت خواف والضفة الشمالية فرع آل بو عبد الله التابعين لقبيلة منيعات.

## المهن
يعمل سكان قرية نهر خواف في زراعة النخيل، والبطيخ، والبامية (بامية الفلاحية)، وحتى عام ٢٠٠٠م الرز المعروف باسم تمن الدورق، وكذلك تربية الماشية كالبقر، والغنم، والدجاج، والبط، وكذلك صيد الأسماك.

## التسمية
تمت تسمية النهر نسبتاً لـ خواف الأول الجد الأكبر لـ خواف الثاني، بعد أن حصل عليه من الشيخ خزعل في وقتها.